# Mirosław Boruszewski
Mirosław Boruszewski (ur. 12 września 1942 w mieście Równe na Wołyniu, zm. 18 listopada 2014) – polski poeta.
Syn Marcelego, podoficera Wojska Polskiego, i Stanisławy zd. Łagodiuk. Po II wojnie światowej ekspatriowany na Dolny Śląsk, zamieszkał w Chojnowie. W 1962 r. zawarł tu związek małżeński z Wandą zd. Zaleską, nauczycielką, siostrą językoznawcy Jana Zaleskiego. Mieli dwoje dzieci. 
Ukończył studia na Wydziale Mechanicznym Politechniki Wrocławskiej. W 1970 r. był współautorem tekstów do bloku muzycznego, wykonanego przez grupę bigbitową "Kanibale" z okazji 25. rocznicy powrotu Ziem Zachodnich do Polski. W 1972 r. przeprowadził się wraz z rodziną do Dzierżoniowa, gdzie pracował jako inżynier w zakładach "Diora", a następnie jako prywatny przedsiębiorca. Debiutował w 1974 r. na łamach prasy jako poeta. 
Pochowany na Cmentarzu Komunalnym w Dzierżoniowie. 

## Twórczość

### Tomiki poezji
- Krew i czekolada (1977)
- Rozmowy z majstrem (1981)
- Wywiady (1981)

### Zbiory opowiadań
- Klub miłośników Barbary (1987)